# Cabeceo hacia arriba

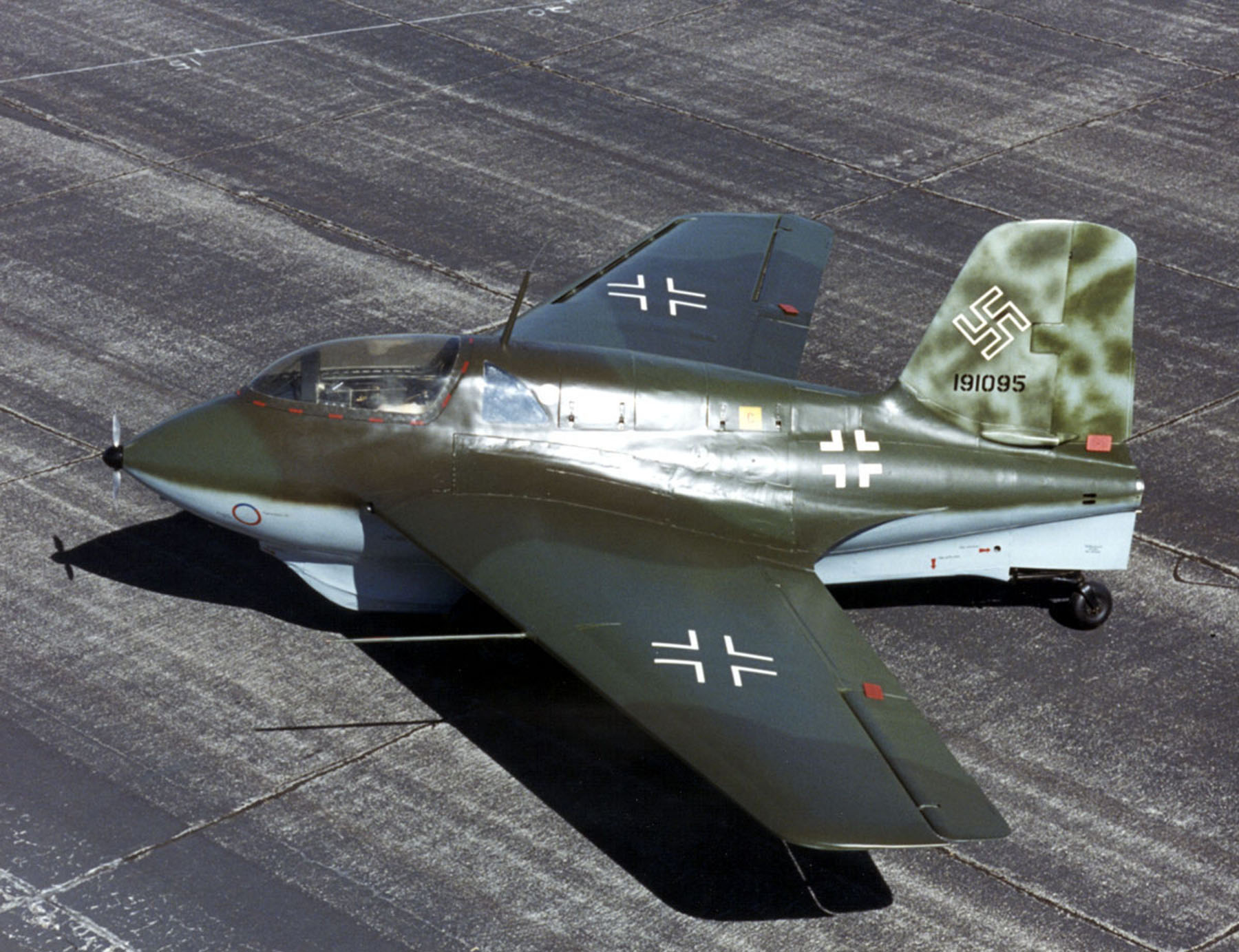
El Me 163 tenía listones para controlar la carga en el sentido del ala. Estos se ven más fácilmente en la parte superior de la imagen.

En aerodinámica el cabeceo hacia arriba, también llamado pitch-up es una rotación incontrolada de la nariz hacia arriba de una aeronave. Es una característica indeseable que se ha observado sobre todo en aviones experimentales de ala en flecha a números de Mach subsónicos altos o ángulos de ataque altos. 

## Historia
Los problemas de cabeceo se notaron por primera vez en aviones de prueba de alta velocidad con alas en flecha. Era un problema común en el Douglas Skyrocket, que se utilizó ampliamente para poner a prueba el problema.
Antes de que se comprendiera bien el fenómeno del cabeceo, afectaba a todos los primeros aviones de alas en flecha. En el F-100 Super Sabre incluso recibió su propio nombre, el baile del sable. En los aviones con estabilizadores de cola montados en alto, como el F-101 Voodoo, la recuperación era especialmente difícil porque el estabilizador de cola se colocaba directamente en la estela del ala durante el cabeceo, provocando una entrada en pérdida, aunque la cola en T estaba pensada para evitar que el cabeceo comenzara en primer lugar. El despliegue del paracaídas de frenado y una altura considerable sobre el suelo fueron esenciales para tener alguna posibilidad de recuperación.

## Descripción

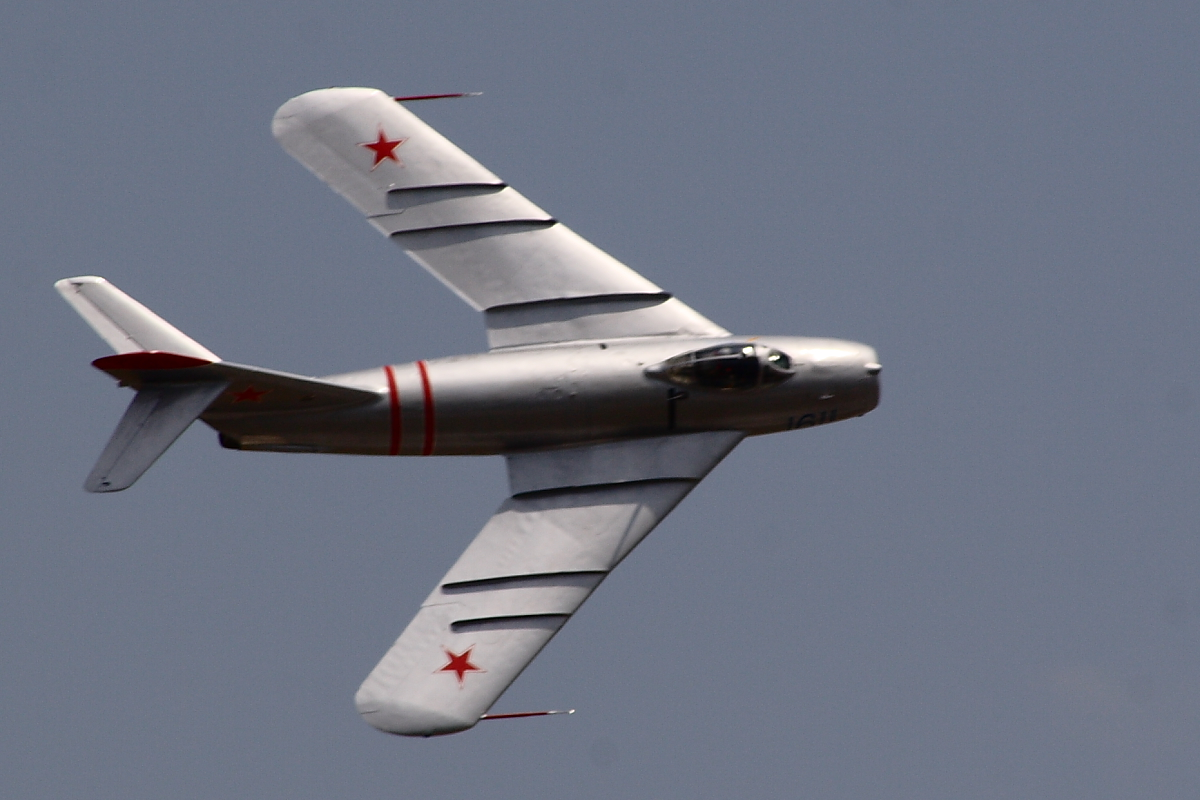
El MiG-17 monta su ala hacia delante para situar el centro de presión cerca del punto de equilibrio de la aeronave. Para controlar el flujo en cuanto a distancia, incluía prominentes vallas de alas.

Las alas generan distribuciones de presión en sus superficies superior e inferior que producen una fuerza única que actúa en un punto conocido como «centro de presión», o CoP, que normalmente se encuentra entre ⅓ y ½ del camino de regreso desde el borde de ataque. Esta fuerza que se inclina hacia arriba y hacia atrás se sustituye por un par de fuerzas equivalentes llamadas sustentación y resistencia. La posición longitudinal en la que actúan estas fuerzas y la magnitud de las mismas cambian con el ángulo de ataque. Además, existe un momento de cabeceo variable para cualquier ubicación de fuerza que no sea el CoP. Estos cambios conducen a la necesidad de compensar la aeronave a medida que cambia su velocidad o configuración de potencia.
Otra consideración importante para el diseño de aeronaves es la suma vectorial de todos los términos de peso de las partes de la aeronave, incluido el ala. Esto también puede reducirse a un único término de peso que actúa en algún punto a lo largo del eje longitudinal de la aeronave, el «centro de gravedad», o CdG. Si el ala se coloca de modo que su CdP se encuentre cerca del CdG de la aeronave, en vuelo nivelado el ala elevará la aeronave en línea recta. Esto reduce cualquier fuerza neta que haga que la aeronave se eleve o descienda, pero por varias razones los dos puntos suelen estar ligeramente separados y se utiliza una pequeña cantidad de fuerza de las superficies de control de vuelo para equilibrar esto.
El mismo diseño básico es deseable para un avión con un ala en flecha también. En un ala rectangular convencional, el CoP se encuentra con el avión en el punto de la cuerda que sale directamente de la raíz. Aunque el mismo análisis revelará un punto de centro de presión para un ala en flecha, su ubicación puede estar considerablemente detrás del borde de ataque «medido en la raíz del ala». En el caso de las formas planas muy barridas, el CoP puede estar detrás del borde de salida de la raíz del ala, lo que requiere que el ala se encuentre con la aeronave en una ubicación aparentemente muy adelantada.
En este caso de un ala en flecha, los cambios en el CoP con el ángulo de ataque pueden magnificarse. 
La introducción de las alas en flecha también se produjo durante un cambio hacia diseños más cónicos. Aunque se sabía desde hacía tiempo que una forma de ala elíptica es «perfecta» desde el punto de vista de la resistencia inducida, también se observó que un alargamiento lineal del ala tenía prácticamente el mismo efecto, a la vez que era más ligero. Las investigaciones realizadas durante la guerra llevaron a un uso generalizado de las alas cónicas, especialmente en la posguerra. Sin embargo, se había observado desde el principio que tales diseños tenían características de pérdida desfavorables; como las puntas estaban más cargadas en ángulos de ataque altos, funcionaban más cerca de su punto de pérdida.
Aunque este efecto era desfavorable en un avión convencional de ala recta, en un diseño de ala en flecha tenía resultados inesperados y peligrosos. Cuando las puntas se paran en un ala en flecha, el centro de presión, el punto de elevación promedio para el ala en su conjunto, se mueve hacia adelante. Esto se debe a que la sección que aún genera una elevación considerable está más adelante. Esto provoca una mayor fuerza de elevación, aumentando el ángulo de ataque y haciendo que se pare más área de la punta. Esto puede conducir a una reacción en cadena que provoque un violento cabeceo hacia arriba de la aeronave.
Este efecto se observó por primera vez en el Douglas D-558-2 Skyrocket en agosto de 1949, cuando un giro de 0,6 G aumentó repentinamente de forma descontrolada a 6 G. Esto no fue del todo sorprendente; el efecto se había visto anteriormente en simulaciones de túnel de viento. Estos efectos pueden verse a cualquier velocidad; en el Skyrocket se producían principalmente en el transónico (los criterios de Weil-Gray), pero con formas de planeo más barridas y cónicas, como en el North American F-100 Super Sabre, el efecto también era común a bajas velocidades (el límite de Furlong-McHugh), cuando el avión volaba con ángulos de ataque más altos para mantener la sustentación a bajas velocidades.
Además, las alas en flecha tienden a generar un flujo de la capa límite, en el sentido de la distancia, lo que hace que parte del flujo de aire se desplace «hacia los lados» a lo largo del ala. Esto ocurre a lo largo de todo el ala, pero a medida que uno se mueve hacia la punta, el flujo lateral aumenta, ya que incluye tanto la contribución del ala en ese punto como el flujo a lo largo de la distancia desde puntos más cercanos a la raíz. Este efecto tarda en acumularse, a velocidades más altas el flujo a lo largo de la distancia tiende a ser expulsado por la parte trasera del ala antes de que tenga tiempo de agravarse. Sin embargo, a velocidades más bajas, esto puede conducir a una considerable acumulación de la capa límite en la punta del ala, lo que se suma a los problemas mencionados anteriormente. 
Por último, aunque no está directamente relacionado con los efectos anteriores, durante los inicios de la era de los aviones a reacción era habitual utilizar diseños de cola en T para mantener las superficies aerodinámicas alejadas de la zona del motor a reacción. En este caso, es posible que un evento de cabeceo haga que el aire turbulento detrás del ala fluya a través del estabilizador horizontal, lo que dificulta o imposibilita aplicar presión de picado para contrarrestar el cabeceo. Las aeronaves con superficies de cola montadas en posición baja no sufrieron este efecto y, de hecho, mejoraron su autoridad de control a medida que la estela del ala despejaba las superficies de control, fluyendo por encima de ellas. Sin embargo, esto no siempre fue suficiente para corregir el problema; el F-86 siguió sufriendo cabeceo a pesar del aumento de la presión de picado de las superficies de cola.

## Mitigación

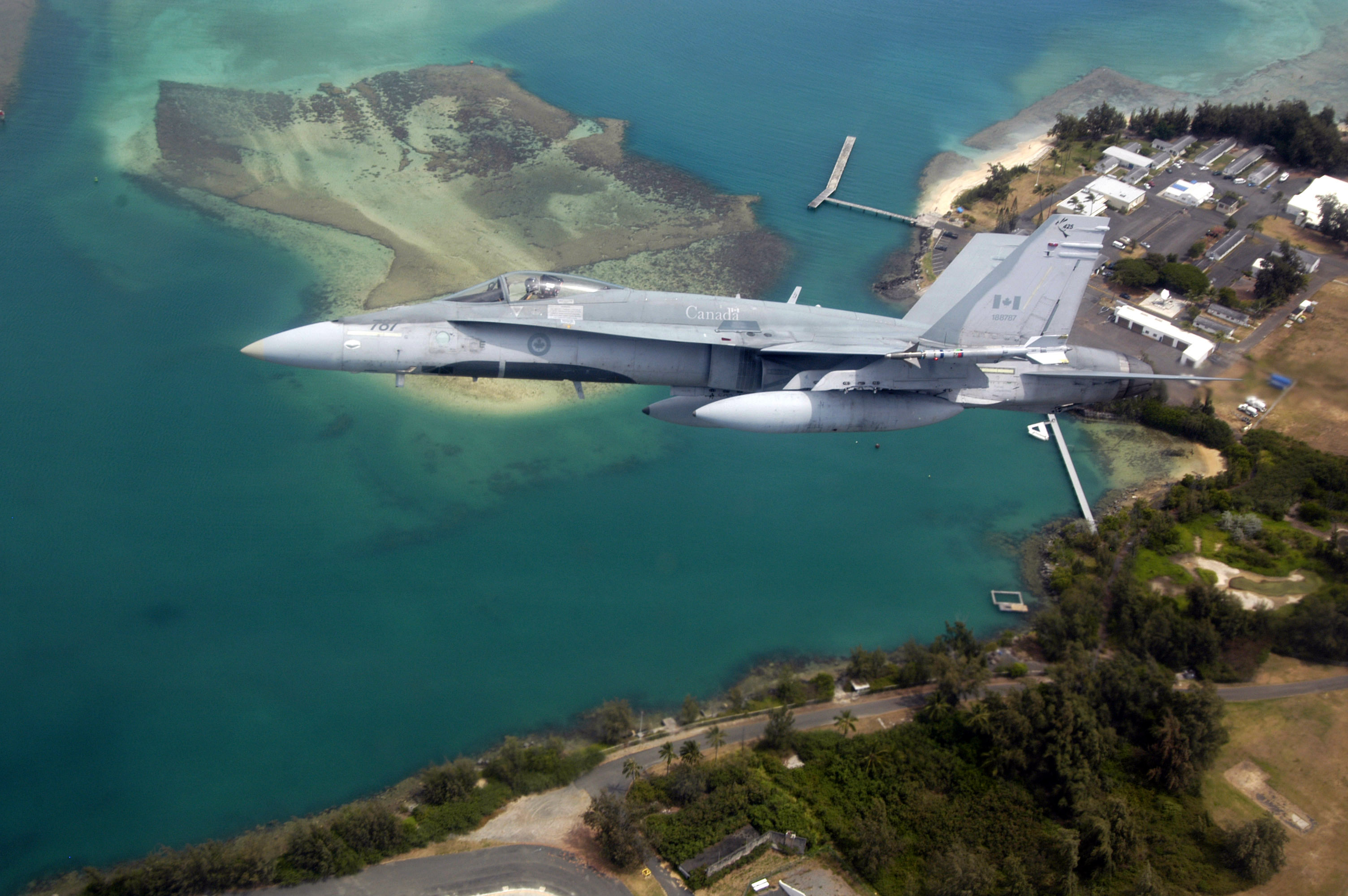
Lavado es claramente visible en esta imagen de un CF-18 Hornet. Observe el ángulo del misil Sidewinder en el carril del extremo del ala en comparación con el ángulo de incidencia del ala donde está unido al fuselaje.

Dado que las causas principales del problema de cabeceo se deben al flujo en el sentido de la envergadura y a una mayor carga en las puntas, las medidas para abordar estos problemas pueden eliminarlos. En los primeros diseños, estos eran típicamente «complementos» de una forma de ala convencional, pero en los diseños modernos forman parte del diseño general del ala y normalmente se controlan mediante los dispositivos de alta sustentación existentes.
El primer intento conocido para abordar estos problemas tuvo lugar en la plataforma donde se notaron por primera vez, el Douglas Skyrocket. Esto tomó la forma de una serie de generadores de vórtices añadidos a las partes exteriores del ala, rompiendo la capa límite. Sin embargo, se descubrió que esto no tenía casi ningún efecto en la práctica. Sin embargo, se intentó una solución similar en el Boeing B-47 Stratojet, donde resultó considerablemente más eficaz. Esto puede haber sido ayudado por la presencia de los motores en cápsula, cuyos montajes verticales actuaron como barreras para el flujo a lo largo de la distancia.
Las soluciones más comunes al problema del flujo en el sentido del ala son el uso de una valla de ala o la muesca en forma de diente de perro en el borde de ataque del ala. Esto interrumpe el flujo y lo redirige hacia atrás, al tiempo que provoca la acumulación de aire estancado en el interior para bajar el punto de pérdida. Esto tiene un efecto en el flujo de aire general en el ala, y generalmente no se utiliza cuando el ángulo de ataque es suave.
Para abordar los problemas con la carga en el sentido del ala, se ha utilizado una variedad más amplia de técnicas, incluyendo listones o flaps específicos, el uso de washout o el control automatizado de los alerones. Una solución inusual que se probó en el caza prototipo XF-91 Thunderceptor fue dar a las puntas de las alas una cuerda más ancha que las raíces de las alas. La idea era aumentar la eficiencia de las puntas de las alas y hacer que las raíces de las alas se detuvieran primero.
Los sensores de ángulo de ataque de la aeronave también pueden detectar cuándo el ángulo de ataque se acerca a la actitud que se sabe que resulta en cabeceo y activar dispositivos como el vibropalanca para advertir al piloto, y el empujador de palanca, que domina al piloto y fuerza el morro de la aeronave hacia abajo a un ángulo de ataque más seguro. El giro o washout integrado en las puntas de las alas también puede aliviar el cabeceo. En efecto, el ángulo de ataque en la punta del ala se vuelve más pequeño que en cualquier otro lugar del ala, lo que significa que las partes interiores del ala se detendrán primero.
Una solución comúnmente utilizada para el cabeceo en los aviones de combate modernos es utilizar un control-canard. Otra solución moderna al pitch-up es el uso de slats. Cuando los slats se extienden, aumentan la curvatura del ala y el coeficiente de sustentación máximo.
El cabeceo también es posible en aviones con alas en flecha como las utilizadas en el Grumman X-29. Con las alas en flecha, el flujo en distancia es interior, lo que hace que la raíz del ala se cale antes que el extremo. Aunque a primera vista parecería que esto causaría problemas de cabeceo, el montaje extremo de la parte trasera del ala significa que cuando la raíz se cala, la sustentación se mueve hacia adelante, hacia las puntas.

## Danza del sable
Cuando un ala en barrido comienza a entrar en pérdida, las partes más externas tienden a entrar en pérdida primero. Dado que estas partes están detrás del centro de presión, la fuerza de sustentación general se mueve hacia adelante, haciendo que el morro del avión se eleve. Esto conduce a un mayor ángulo de ataque y hace que una mayor parte del ala entre en pérdida, lo que agrava el problema. El piloto a menudo pierde el control, con resultados fatales a baja altitud porque no hay tiempo suficiente para que el piloto recupere el control o se expulse antes de chocar contra el suelo. Un gran número de aviones se perdieron debido a este fenómeno durante el aterrizaje, lo que provocó que los aviones cayeran sobre la pista, a menudo en llamas.
Uno de los incidentes más notorios fue la pérdida del F-100C-20-NA Super Sabre 54-1907 y su piloto durante un intento de aterrizaje de emergencia en la Base Aérea de Edwards, California el 10 de enero de 1956. Por casualidad, este incidente en particular fue grabado en detalle en película de 16 mm por cámaras instaladas para cubrir una prueba no relacionada. El piloto luchó desesperadamente por recuperar el control debido a una técnica de aterrizaje defectuosa, y finalmente rodó y se desvió hacia la derecha antes de golpear el suelo con el fuselaje girado aproximadamente 90 grados con respecto a la línea de vuelo. Anderson, 1993 afirma que el F-100 tenía una potencia notablemente insuficiente para su época y tenía tendencias de «retroceso» muy pronunciadas si se permitía que la velocidad aerodinámica decayera demasiado.